# Pál Schmitt

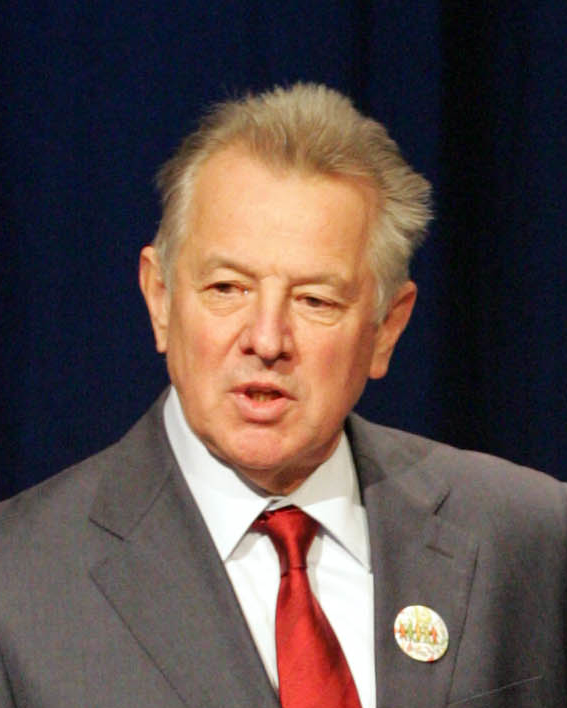
Pál Schmitt

Pál Schmitt (Boedapest, 13 mei 1942) is een voormalig Hongaars schermer, IOC-lid en voorzitter van het Hongaars Olympisch Comité. Daarnaast is Schmitt politiek actief. Hij was tussen 2010 en 2012 president van Hongarije.

## Sportcarrière
Tussen 1955 en 1977 was Schmitt degenschermer bij MTK Boedapest. Hij werd twee keer kampioen van Hongarije. Op de Olympische Spelen in 1968 in Mexico-Stad en op de Olympische Spelen in 1972 in München won hij met zijn team de gouden medaille.
Tussen 1983 en 1988 was hij secretaris-generaal van het Hongaars Olympisch Comité en tussen 1981 en 1990 was hij staatssecretaris van Sport. In 1983 werd hij tevens lid van het IOC. In 2001 solliciteerde hij naar de post van voorzitter van het IOC, maar werd verslagen door de Belg Jacques Rogge.
Schmitt is getrouwd met de turnster Katalin Makray, die een zilveren medaille won op de Olympische Spelen in 1964 in Tokio. Samen hebben ze drie dochters.

## Politieke carrière
In 1993 werd hij benoemd tot ambassadeur voor Hongarije in Madrid. Hij werkte daar tot 1997. Een jaar later was hij ambassadeur in Zwitserland.
Bij de Europese Parlementsverkiezingen 2004 stond hij op de kandidatenlijst voor Fidesz. Hij werd verkozen en trad toe tot de Europese Volkspartij. Na de Europese Parlementsverkiezingen 2009 werd Schmitt vicevoorzitter van het Europees Parlement.
Bij de Hongaarse parlementsverkiezingen in 2010 stond hij tweede op de lijst van Fidesz. Hij werd verkozen tot voorzitter van het Hongaarse parlement. Op 29 juni 2010 verkoos het Hongaarse parlement Schmitt met een ruime absolute meerderheid tot nieuwe president. Hij volgde de partijloze László Sólyom op.
Op 2 april 2012 trad Schmitt af, nadat hij werd beschuldigd van plagiaat. De universiteit van Boedapest nam hem naar aanleiding van deze beschuldiging zijn doctorstitel af. Zijn opvolger werd János Áder, eveneens van Fidesz.
Mátyás Szűrös (interim) · Árpád Göncz · Ferenc Mádl · László Sólyom · Pál Schmitt · László Kövér (interim) · János Áder · Katalin Novák · László Kövér (interim) · Tamás Sulyok
1908: Alibert, Berger, Collignon, Gravier, Lippmann, Olivier, Stern ·
1912: H. Anspach, P. Anspach, Hennet, Ochs, Salmon, Willems ·
1920: Allocchio, Bozza, Canova, Costantino, Marrazzi, A. Nadi, N. Nadi, Olivier, Thaon di Revel, Urbani ·
1924:  Buchard, Ducret, Gaudin, Labatut, Liottel, Lippmann, Tainturier ·
1928:  Agostoni, Basletta, M. Bertinetti, Cornaggia-Medici, Minoli, Riccardi ·
1932: Buchard, Cattiau, Jourdant, Piot, Schmetz, Tainturier ·
1936: Brusati, Cornaggia-Medici, E. Mangiarotti, Pezzana, Ragno, Riccardi ·
1948: Artigas, Desprets, Guérin, Huet, Lepage, Pécheux ·
1952: Battaglia, F. Bertinetti, Delfino, D. Mangiarotti, E. Mangiarotti, Pavesi ·
1956: Anglesio, F. Bertinetti, Delfino, E. Mangiarotti, Pavesi, Pellegrino ·
1960: Delfino, E. Mangiarotti, Marini, Pavesi, Pellegrino, Saccaro ·
1964: Bárány, Gábor, Kausz, Kulcsár, Nemere ·
1968: Fenyvesi, Kulcsár, Nagy, Nemere, P. Schmitt ·
1972: Erdős, Fenyvesi, Kulcsár, Osztrics, P. Schmitt ·
1976: Edling, Von Essen, Flodström, Högström, Jacobson ·
1980: Boisse, Gardas, Picot, Riboud, Salesse ·
1984: Borrmann, Fischer, Heer, Nickel, Pusch ·
1988: Delpla, Henry, Lenglet, Riboud, Srecki ·
1992: Borrmann, Felisiak, Proske, Resnitstsjenko, A. Schmitt ·
1996: Cuomo, Mazzoni, Randazzo ·
2000: Mazzoni, Milanoli, Randazzo, Rota ·
2004: Boisse, F. Jeannet, J. Jeannet, Obry ·
2008: F. Jeannet, J. Jeannet, Robeiri ·
2016: Borel, Grumier, Jérent, Lucenay ·
2020: Kano, Minobe, Yamada, Uyama ·
2024: Koch, Andrásfi, Siklósi, Nagy
- International Standard Name Identifier: 0000 0001 1058 7501
- Library of Congress Control Number: n2003113899
- Virtual International Authority File: 41223913
- WorldCat: E39PBJjRXDyRFRCrTkgVdHQKBP